# Propulseur Voith Schneider
Pour les articles homonymes, voir Voith (homonymie), PVS et VSP.
Cet article évoque un système manufacturé par Voith.
Pour une description plus générale du principe, voir cyclorotor (en).

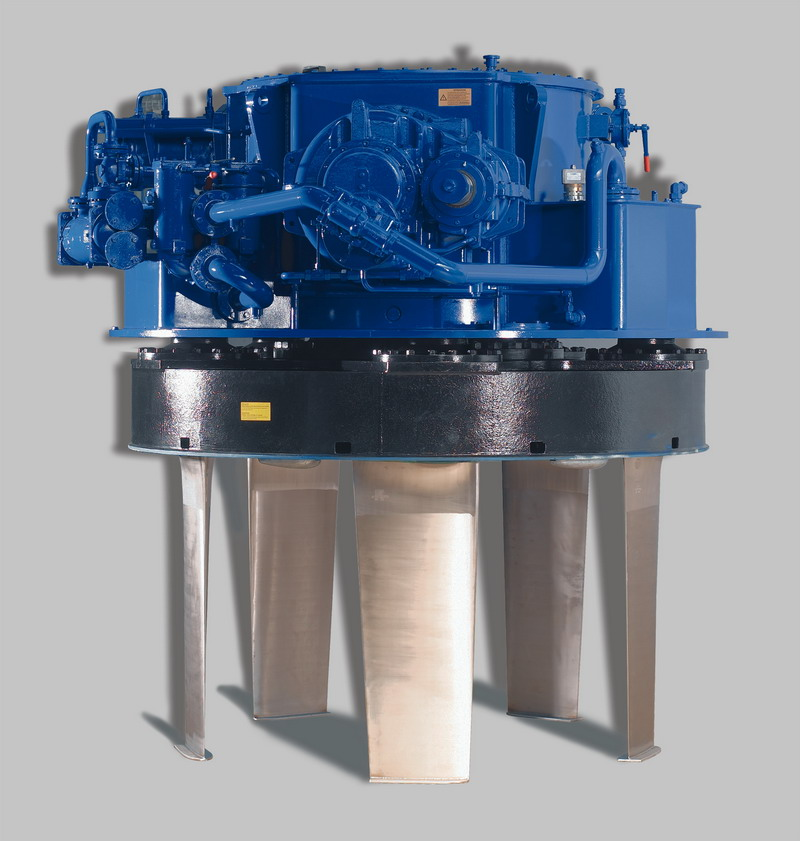
Propulseur Voith Schneider

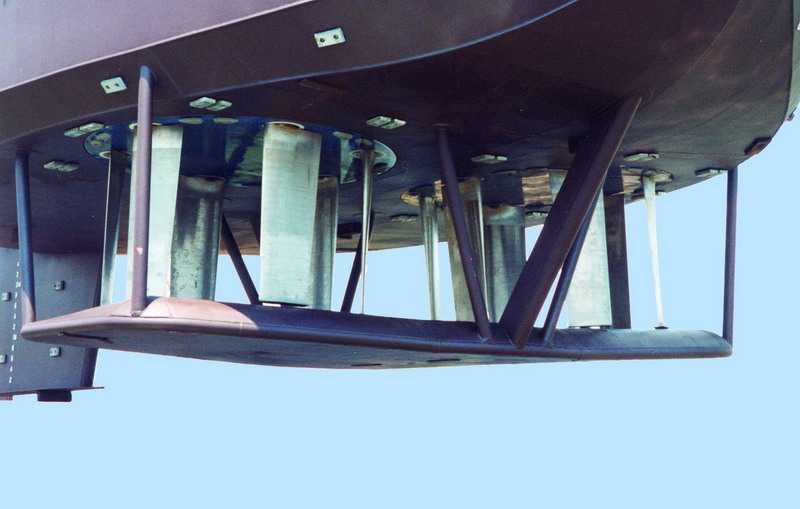
Propulseur Voith Schneider sous un remorqueur.

Animation reproduisant le mouvement d'une hélice Voith Schneider.

Un propulseur Voith Schneider, ou VSP (en anglais : Voith Schneider Propeller), est un système de propulsion cycloïdal. Il est constitué d'un ensemble de 4 à 6 pales verticales orientables, en rotation sous la coque du bateau. Le fonctionnement des pales est comparable à celui d'ailes d'avion verticales : elles sont placées en permanence de façon à générer ensemble une poussée dans le sens d'avancement voulu. Ce système permet de développer très rapidement une poussée dans une direction quelconque, ce qui explique la grande maniabilité des bateaux qui en sont équipés.

## Utilisation
Ce système a été développé en Autriche à partir de 1926 par Ernst Schneider (de) du groupe Voith. Le propulseur est utilisé depuis sur des remorqueurs, des ferries et divers engins flottants de chantier.
Sur les remorqueurs, il a été progressivement rattrapé par la propulsion Z-drive (ou ASD - Azimuthal Stern Drive) constituée d'une ou deux hélices classiques orientables (en général avec carénage, par exemple avec une tuyère Kort). Il reste cependant très utilisé pour sa grande maniabilité et sa fiabilité mécanique.
Les remorqueurs équipés de ces types de propulseurs sont maintenant utilisés en particulier pour l'escorte de navires dans des eaux encombrées ou dangereuses. La puissance peut atteindre plus de 10 000 ch. Le principe du remorqueur d'escorte a été imposé aux États-Unis à la suite de la catastrophe de l’Exxon Valdez. Ce principe, coûteux pour les armateurs, commence à percer en Europe (Grande-Bretagne, Norvège).
La marine nationale française a une classe de trois remorqueurs côtiers — en service de 1980 à 2024, les RCVS Bélier, Bison, et Buffle — nommée d'après cette propulsion.
Il est également utilisé par certains navires de guerre des mines comme la classe Segura, en raison de sa maniabilité accrue en eaux piégées.

## Manœuvres d'un remorqueur avec propulseur Voith Schneider
Les remorqueurs portuaires peuvent être équipés d'un propulseur Voith Schneider. Celui-ci est généralement composé de deux hélices à pales verticales, placées généralement dans le sens transversal du navire et à un tiers de la proue de celui-ci.
Le système de commande à la passerelle est composé d'une barre en forme de volant (pour aller à bâbord et tribord) et de deux manettes permettant à chacune des deux hélices de fonctionner indépendamment en marche avant et en marche arrière.
Pour avancer, il suffit donc de placer la barre à zéro et de mettre les deux manettes de pas en avant toute. Pour reculer, il faut inverser le pas en machine arrière toute. En marche arrière, l'homme de barre se place généralement dans le sens de la marche : donc vers la poupe.
En marche avant ou arrière :
- Aller à tribord : barre à environ 5 degrés sur tribord (idem pour bâbord)
- Déplacement transversal : – Si la barre est à 10 degrés sur tribord (bâbord), le remorqueur se déplace transversalement sur tribord (bâbord).

Utilisation du pas des hélices pour un Voith Schneider : pas de l'hélice tribord mis en marche avant, pas de l'hélice bâbord en marche arrière. Pour un déplacement transversal sur bâbord, il faut faire l'inverse.
La manœuvre d'un remorqueur demande donc beaucoup d'expérience et de feeling, car on doit pouvoir combiner les différents pas des hélices et le travail de barre.
Ces multiples combinaisons permettent aux remorqueurs d'exécuter des manœuvres complexes et précises (pivot sur place, appareillage, etc.) même dans un espace limité, par tous temps et en toutes circonstances.

## Galerie d'images

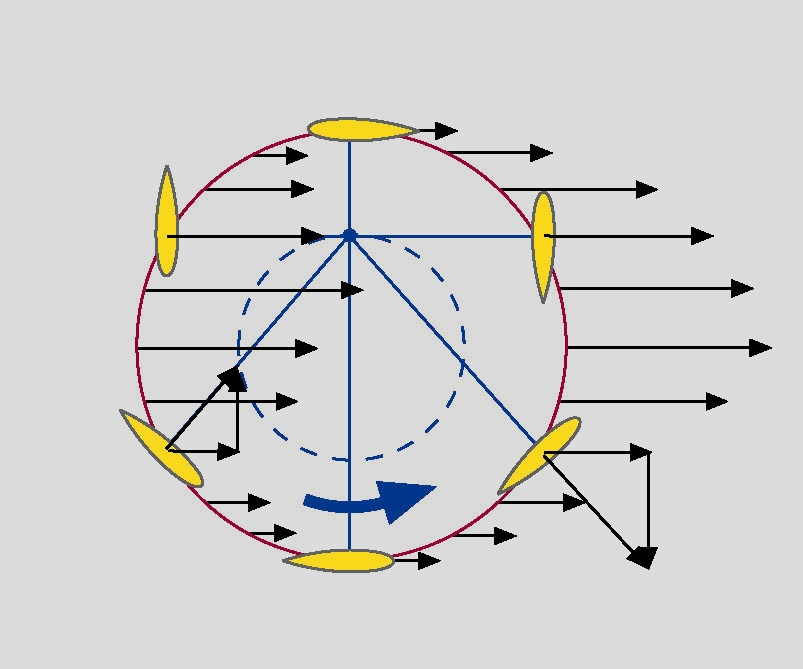
Forces selon les positions des pales.
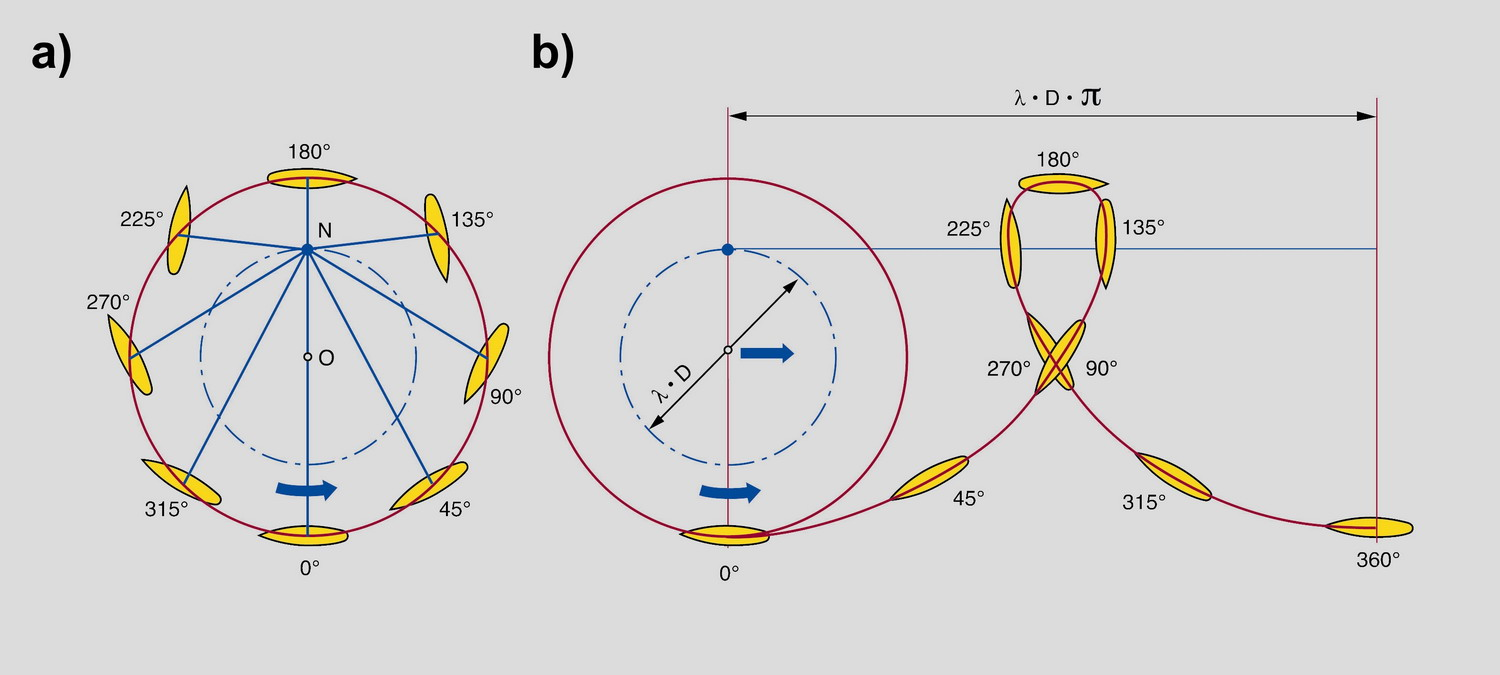
Trajectoire d'une pale dans l'eau.